# Пастурка
Пастурка (пол. Pasturka) — село в Польщі, у гміні Пінчів Піньчовського повіту Свентокшиського воєводства.
Населення — 430 осіб (2011).
У 1975-1998 роках село належало до Келецького воєводства.

## Демографія
Демографічна структура на день 31 березня 2011 року:
|          | Загалом | Допрацездатний вік | Працездатний вік | Постпрацездатний вік |
| -------- | ------- | ------------------ | ---------------- | -------------------- |
| Чоловіки | 211     | 34                 | 153              | 24                   |
| Жінки    | 219     | 41                 | 143              | 35                   |
| Разом    | 430     | 75                 | 296              | 59                   |